# Павлов, Владимир Николаевич (дипломат)
Владимир Николаевич Павлов (1915 — 1993) — советский дипломат, переводчик высшей квалификации.
Член партии с 1939 года, кандидат в члены ЦК ВКП(б)- КПСС (1952—1956, избирался на XIX съезде партии).
Чрезвычайный и Полномочный посол Советского Союза.

## Биография
Родился в семье инженера-путейца.
В 1939 году благополучно окончил Московский энергетический институт  и намеревался заняться научной работой. Однако буквально через несколько дней после защиты диплома молодого инженера-теплотехника вызвали в Центральный комитет партии. Двое сотрудников приняли у него своеобразный экзамен на предмет владения иностранными языками, и, удовлетворенные результатом, отправили его к Молотову, который тогда только заступил на пост наркома иностранных дел и обновлял аппарат наркомата. Вскоре В.М. Молотов назначил Павлова своим помощником.
С июня 1939 года и в 1941—1947 годах работал в НКИД СССР помощником министра иностранных дел СССР В. М. Молотова.
«После краткого официального приветствия мы вчетвером — Сталин, Молотов, граф Шуленбург и я — уселись за стол. Кроме нас присутствовал наш переводчик — советник посольства Хильгер, прекрасный знаток русской жизни, и молодой светловолосый русский переводчик Павлов, который явно пользовался особым доверием Сталина» (Иоахим фон Риббентроп).
 Доверие Сталина к Павлову отмечают и другие источники.
В 1939—1940 годах 1-й секретарь Полномочного представительства СССР в Германии.
В 1940—1941 годах заведующий Центрально-европейским отделом (по Германии) НКИД СССР.
В 1947—1948 годах советник Посольства СССР в Великобритании.
В 1949—1952 и в 1953 году заведующий II-м Европейским отделом МИД СССР.
В 1952—1953 годах секретарь Постоянной комиссии по внешним делам при Президиуме ЦК КПСС.
В годы работы в МИДе некоторое время выступал как основной переводчик с английского и немецкого для Сталина, иногда его заменял Валентин Бережков.
В 1953—1974 годах главный редактор издательства «Прогресс» (до 1964 года — Издательство литературы на иностранных языках).
С 1974 года на пенсии. Похоронен на Ваганьковском кладбище.
Интересно, что дочь И. В. Сталина Светлана в своих мемуарах «Только один год» упрекала В. Н. Павлова в сталинизме: «…не мог он смириться со всем, что происходило в СССР после смерти моего отца, которого он боготворил».

## Награды
- орден Ленина
- орден Отечественной войны 1-й степени (05.11.1945)
- два ордена Трудового Красного знамени
- Кавалер ордена Британской империи (1945)
- медали.